# Krosno (Orneta)
Krosno (deutsch Krossen) ist ein Dorf in der Gmina Orneta in Polen. Krossen war – neben Heiligelinde, Glottau und Dietrichswalde – der wichtigste Wallfahrtsort in Ostpreußen, insbesondere für das Ermland und für Teile von Masuren.

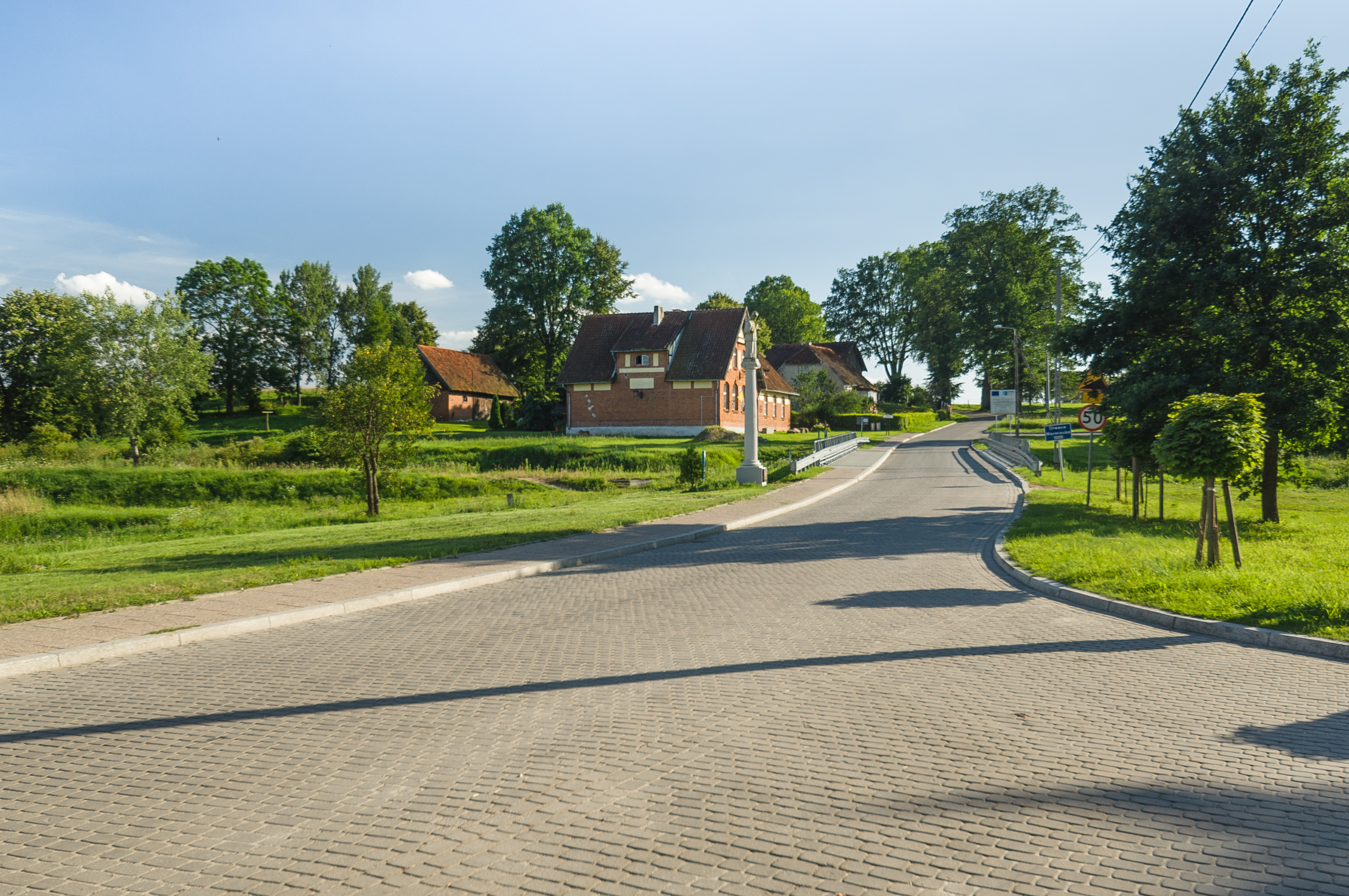
Dorfstraße in Krosno

## Geographische Lage
Krosno liegt an der Drewenz (polnisch Drwęca Warmińska) im Nordwesten der Woiwodschaft Ermland-Masuren, vier Kilometer nordöstlich von Orneta (Wormditt)und 27 Kilometer westlich von Lidzbark Warmiński (Heilsberg)und 45 Kilometer nordwestlich der Woiwodschaftshauptstadt Olsztyn. (Allenstein).

## Geschichte

### Vom 14. Jahrhundert bis 1945
Der Ort ging aus einem nach seinem Eigentümer Johann von Crossen benannten Gut hervor. 1384 wurde Krossen durch Bischof Heinrich III. Sorbom (1340–1401) förmlich gegründet und daraufhin eine erste kleine Kirche, die Marienkapelle, erbaut. Bereits um 1400 kamen Pilger aus dem Umland zum Gebet vor einem aus Alabaster geschnittenen Standbild der Muttergottes. Ende des 16. Jahrhunderts erwarb der Braunsberger Bürgermeister Jakob Bartsch den Ort und das Gut. Er ließ 1593 die Marienkapelle erneuern.
Nach der verheerenden Pestepidemie, die im Herbst 1708 Ostpreußen erreicht hatte und in der ersten Jahreshälfte 1709 vor allem im südlichen und östlichen Ostpreußen wütete (die „Große Pest“), Teile des Ermlandes jedoch (noch) verschonte, beschloss das ermländische Domkapitel auf Anregung von Kaspar Simonis (1660–1733), Erzpriester aus Wormditt, im Jahre 1709, als Votivkirche eine große Wallfahrtskirche zu bauen. Krossen zog so viele Pilger an, dass die Wallfahrt dorthin sprichwörtlich wurde: „ein Betrieb wie in Krossen, nur nicht so feierlich!“
Besonders gefördert wurde die Wallfahrt nach Krossen von Bischof Maximilian Kaller. In den Jahren der NS-Diktatur kamen an den Wallfahrtstagen Tausende von Pilgern nach Krossen, auch um so ihre Verbundenheit mit der katholischen Kirche zu zeigen.
Von 1772 bis 1945 gehörte der Ort zum Landkreis Braunsberg in Ostpreußen und kirchlich zum römisch-katholischen und zum evangelischen Kirchspiel Wormditt. 1933 bewohnten etwa 319 Personen das Dorf.

### Nach 1945
Am Ende des Zweiten Weltkrieges, im Januar 1945, wurde Krossen von der Roten Armee erobert. Im August 1945 wurde Krossen (fortan: Krosno) zusammen mit der südlichen Hälfte Ostpreußens gemäß dem Potsdamer Abkommen unter polnische Verwaltung gestellt. Die deutsche Bevölkerung wurde – soweit sie nicht schon geflüchtet war – vertrieben. 
Von 1975 bis 1998 gehörte Krosno zur Woiwodschaft Elbląg, seit 1998 gehört es zur Woiwodschaft Ermland-Masuren. Krosno zählt heute knapp 200 Einwohner (Stand 1999).

## Religion

### Römisch-katholische Kirche
Wallfahrtskirche

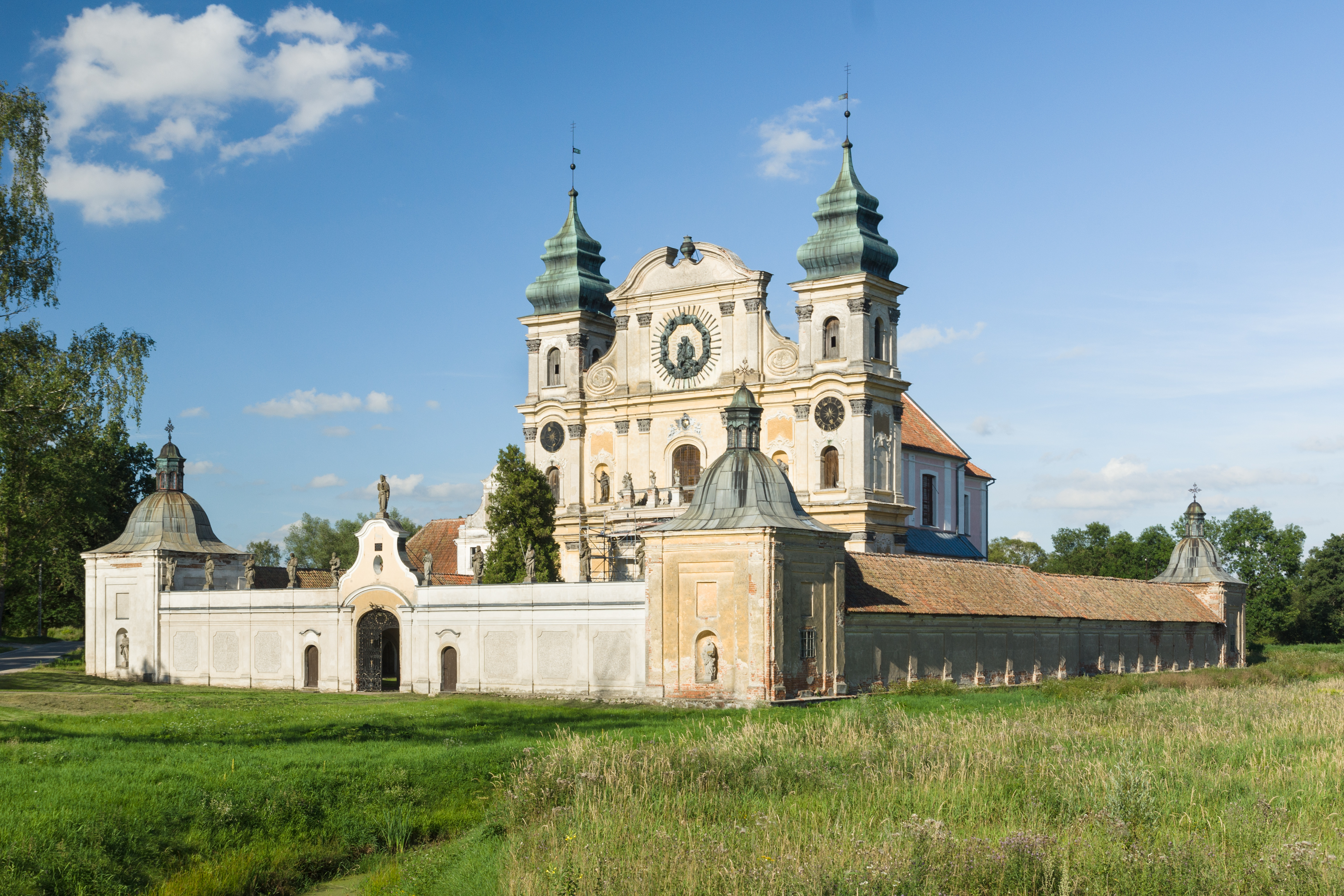
Kirche

Die vom ermländischen Domkapitel 1709 in Auftrag gegebene Wallfahrtskirche ersetzte die angesichts des Pilgerzustroms viel zu kleine Marienkapelle. Mit der Planung wurde der Wormditter Baumeister Johann Christoph Reimers beauftragt. Nach dem Vorbild der Wallfahrtskirche in Heiligelinde errichtete er eine dreischiffige barocke Hallenkirche mit einem halbrunden Chor. 1715 begann der Bau; Christoph Peucker schuf den Hochaltar, die Kanzel und den Prospekt der Orgel. Die Deckengewölbe wurden im italienischen Stil ausgemalt. Mit reichem Figurenschmuck und Malereien gestaltet waren auch einige der Altäre in den Seitenkapellen. Bemerkenswert ist das schmiedeeiserne Tor. 1720 war die Kirche vollendet. Sie wurde von Bischof Theodor Andreas Potocki geweiht.
Gleichzeitig richtete Erzpriester Kaspar Simonis in Krossen ein Stift insbesondere für alte Diözesanpriester ein. 1722 war dieser sogenannte „Konvent“ fertiggestellt, 1740 der die Kirche umlaufende Kreuzgang, an dessen vier Ecken sich je eine kleine, kuppelüberdachte Kapelle befindet.
Von 1927 bis 1940 wurde die Kirche von Grund auf restauriert.

### Evangelische Kirche
Krossen war kein evangelisches Kirchdorf, sondern war bis 1945 in das Kirchspiel der Kirche Wormditt in der Kirchenprovinz Ostpreußen der Kirche der Altpreußischen Union eingepfarrt. Krosno ist jetzt der Diözese Masuren der Evangelisch-Augsburgischen Kirche in Polen zugeordnet.